# Villemontais
Villemontais es una comuna francesa, situada en el departamento de Loira, de la región de Auvernia-Ródano-Alpes. 

## Demografía
| 727 | 742 | 800 | 926 | 887 | 935 | 981 | 1 017 |
| Para los censos de 1962 a 1999 la población legal corresponde a la población sin duplicidades (Fuente: INSEE [Consultar]) |     |     |     |     |     |     |       |